# Rolsta

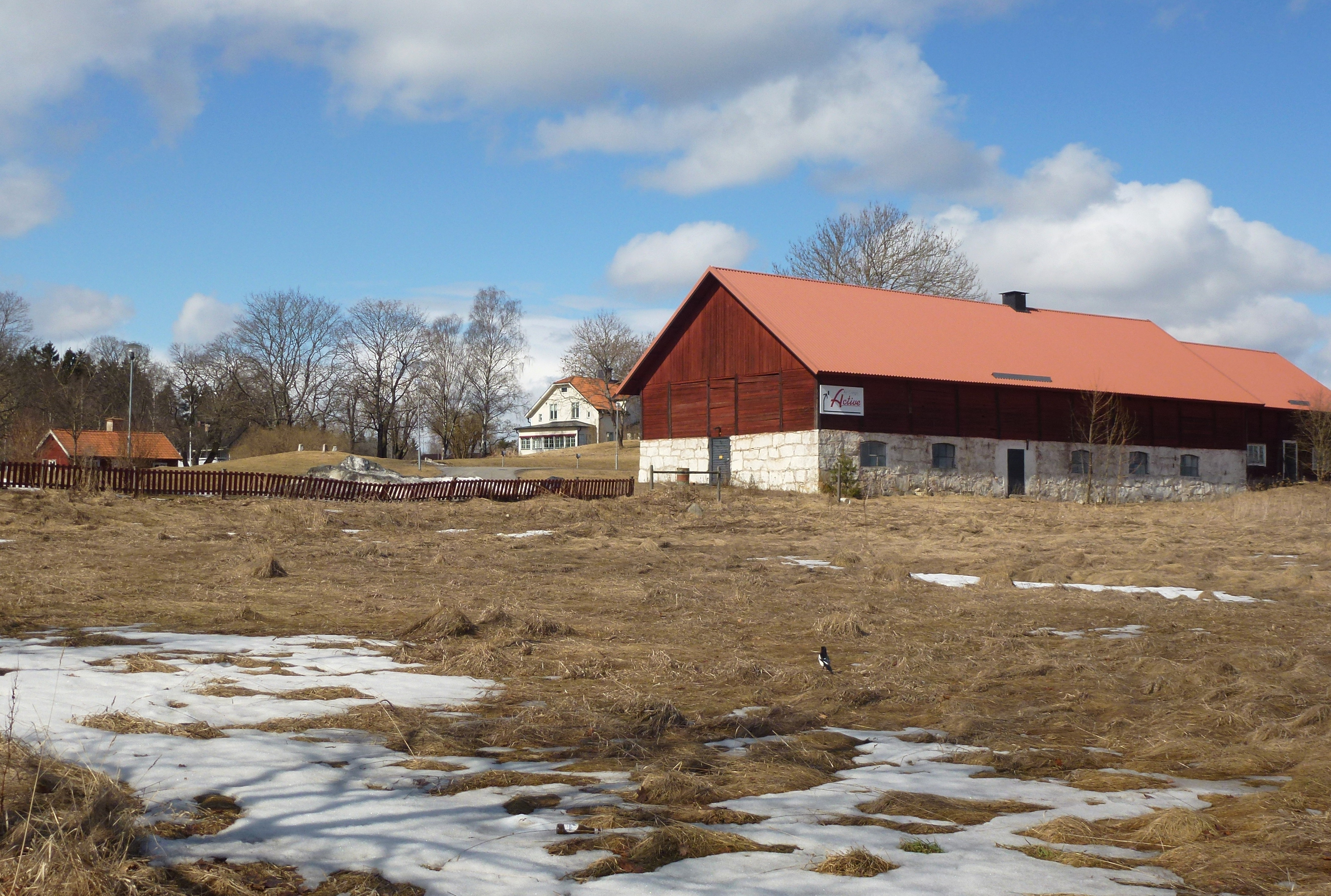
Rolsta gård i april 2013.

Rolsta är en tidigare by norr om Märsta i Sigtuna kommun. Området uppvisar fornlämningar från en järnåldersgård och en medeltida bytomt. Vid Rolsta gård stod fram till 1960-talet Rolsta kvarn.

## Historik

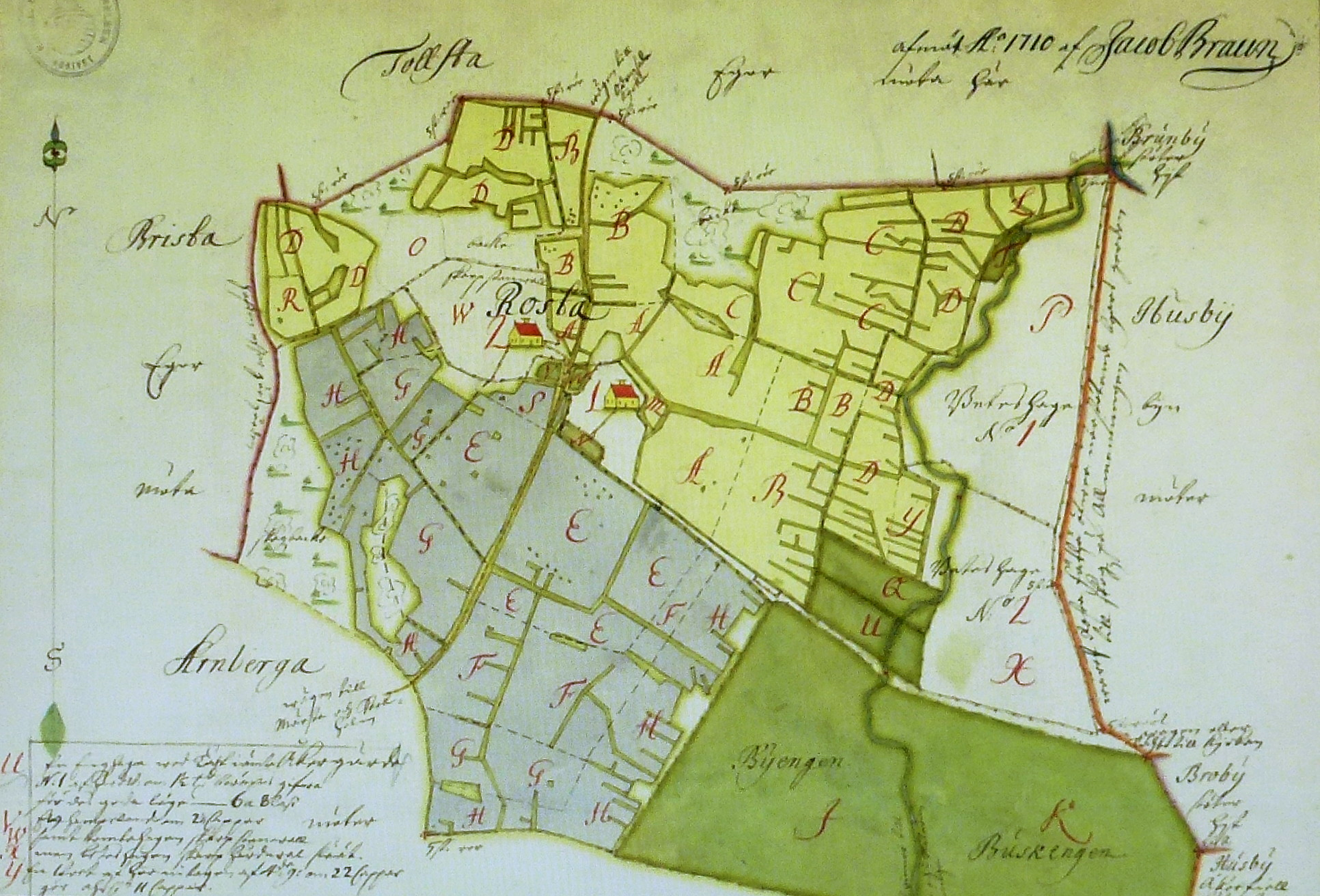
Ägomätning för Rosta (Rolsta) 1710.

Gårdsnamnet ”Rolsta” antas komma från den vikingatida roddarplats som fanns här. På medeltiden var Rolsta en landbo, som år 1541 köptes från Gustav Vasas fogde Jakob Västgöte (död ca 1550).
Den ursprungligen sammanhållna byn Rolsta splittrades på 1870-talet genom flera skiften och gårdarna flyttades från den centrala byn till de mera avlägsna platserna Enberga, Österwalls och Fjärndeln. På 1860-talet drogs Norra stambanan över Rolstas ägor.
Rolsta gård var storgården i området och hade specialiserat sig på mjölkboskap. Kring sekelskiftet 1900 hade de mindre  gårdarna runt Rolsta fem till sex kor, medan storgården i Rolsta hade omkring 15 - 20 mjölkkor. Ända in på 1950-talet fanns det kor på många av traktens gårdar. Som mest hade Rolsta gård 35 mjölkkor. Sommaren 2008 upphörde verksamheten.

## Rolsta kvarn

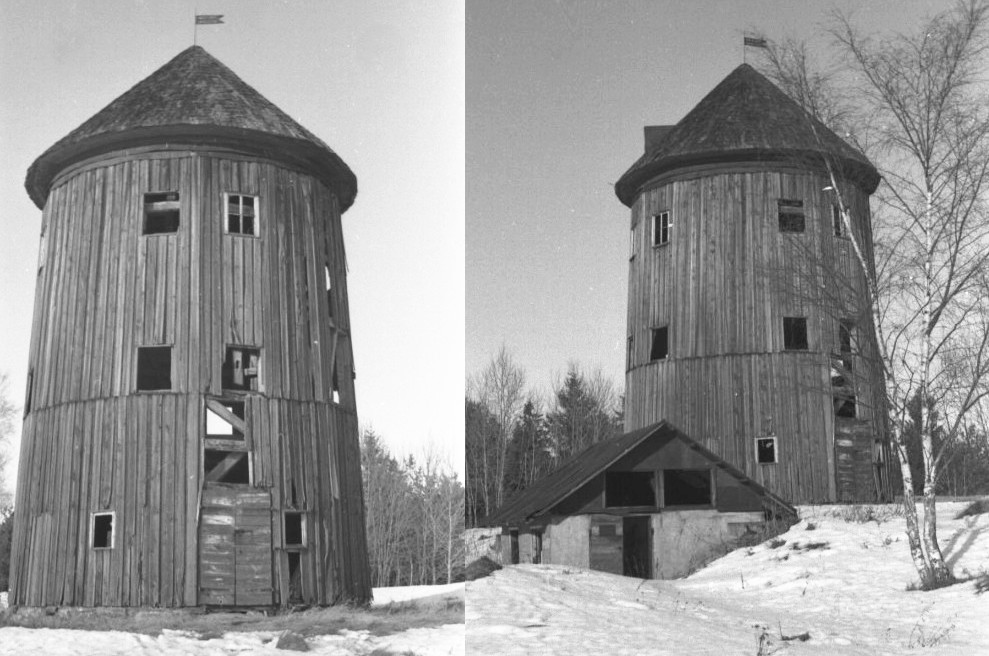
Rolsta kvarn på 1960-talet.

Till Rolsta gård flyttades på sommaren 1887 en väderkvarn från Stockholms innerstad. Den hade stått sydväst om Observatoriekullen och kallades ”Nya Rörstrandskvarnen” eller ”Stora Tissan”. Kvarnen var av holländaretyp, som innebar att istället för hela kvarnbyggnaden vreds enbart kvarnhuven med sina vingar i rätt vindriktning. Kvarnens hjärtstock fördes med häst och vagn på landsvägen till Märsta. Övriga delar transporterades dit på järnväg. Vid återuppbyggnaden i Rolsta fick kvarnen ny brädbeklädnad och nya fönster. Första åren drevs kvarnen av vindkraft men senare byggdes den om för elektrisk drift och fick namnet Rolsta kvarn. På 1920-talets mitt tappade kvarnen sina vingar och i början på 1960-talet brann den ner.